# کاسه‌نمد

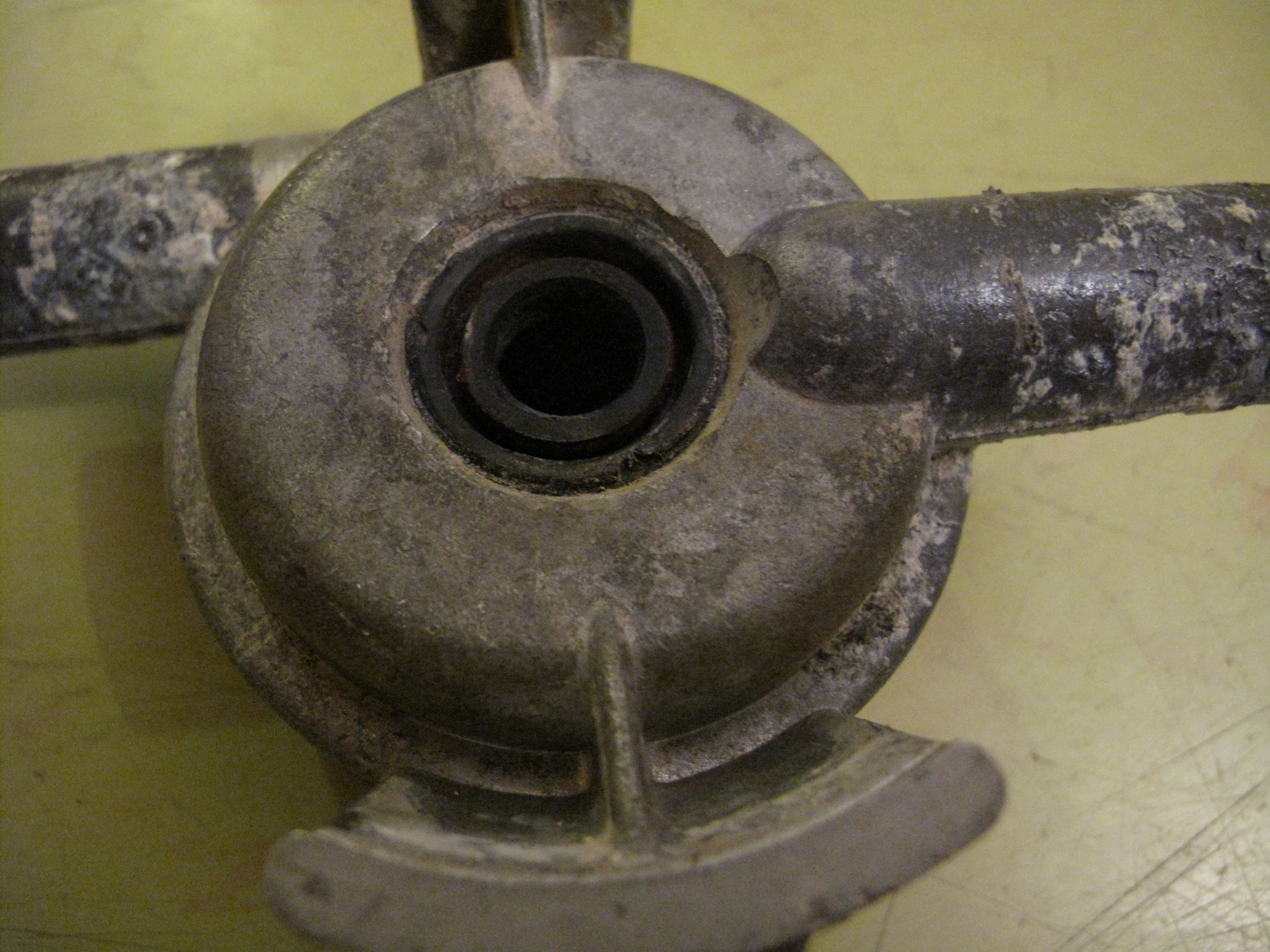
نمونه‌ای از کاسه‌نمد

کاسه‌نَمَد (به انگلیسی: Radial shaft seal) نوعی درزگیر می‌باشد که برای درزبندی شفت دوار و پوسته حاوی سیال استفاده می‌گردد تا از نشت سیال به بیرون از پوسته جلوگیری نماید.
در عین حال بسته به نوع کاسه نمد ، از ورود هر نوع آلودگی (گردوخاک و ذرات) به داخل سیستم جلوگیری می کند.  در حقیقت «کاسه نمد » قطعه ای متشکل از سه قطعه فنر ، واشر کاسه ای شکل فلزی و نمد فشرده است که مانع نشت سیالات در قطعات مکانیکی میشود. البته باید گفت که امروزه کاسه نمدها در سه دسته  بدون فنر، تک فنر و دو فنره ساخته می شوند. اما امروزه هر یک از واشرهای لاستیکی گرد در اندازه‌های مختلف که در دستگاه های مکانیکی مختلف مثل موتور اتومبیل برای پیشگیری از نفوذ روغن به بیرون به کار می‌رود عموماً کاسه‌نمد نامیده می‌شود.
کاسه‌نمد یا همان مجموعه آب بندی معمولاً از جنس تفلون می‌باشد تا از خورندگی اجزای آن جلوگیری کرد.
پیستون کمک‌فنر درون یک محفظه بسته (تیوپ) فلزی که حاوی یک سیال هیدرولیکی (عموماً روغن) است، حرکت می‌نماید. اطراف محل حرکت میله به داخل و خارج محفظه به وسیله یک کاسه‌نمد کاملاً آب‌بندی شده و سیال تحت فشار، امکان خروج از محفظه را دارا نیست.
گسیختگی کاسه‌نمد باعث نشتی روغن از کمک‌فنر می‌شود، هر گاه نشتی از کمک فنر دیده شد، زمان تعویض آن است.
قسمت های کاسه نمد
به طور کلی می توان گفت یک کاسه نمد از سه قسمت اصلی تشکیل شده است :
1. بدنه : ساختار کلی دیواره و غلاف کاسه نمد را شکل می دهد. بدنه اصلی همیشه از فلز ساخه می شود که می تواند دارای روکش باشد.
2. فنر: برای استحکام بیشتر کاسه نمد  همچنین تامین فشار لازم بین کاسه نمد و شافت پیستون و ... بکار می رود.
3. لبه : برای انجام عملکرد اصلی کاسه نمد یعنی جلوگیری از نشت سیال و ورود ذرات به داخل طراحی شده است. هر کاسه نمد از یک لبه اصلی  تشکیل شده است. کاسه نمد علاوه بر لبه اصلی ، لبه گردگیر نیز می تواند داشته باشد.

متریال کاسه نمد
از نظر نوع اصلی متریال مورد استفاده در انواع آب بند از جمله کاسه نمد می توان 4 دسته ماده اصلی را نام برد که عبارتند از:
1. ترموپلاستیک ها: تفلون، پلی استر ، نایلون و  ...
2. الاستومرها :  وایتون، NBR و ...
3. ترموپلاستک الاستومرها:سیلیکون و ...
4. فلز: فولاد و ...

## انواع کاسه‌نمدها درسرمازاها
- کاسه‌نمد فانوسی

لوله‌ای از فلز ارتجاعی موج‌دار است که واشر لاستیکی در آن قرار می‌گیرد. این کاسه‌نمد اطراف گلویی میل‌لنگ و بدنه کمپرسور را آب‌بندی می‌کند.
- کاسه‌نمد کمپرسور

مانعی بدون نشت و نفوذناپذیر است که بین میل‌لنگ و بدنه کمپرسور قرار می‌گیرد.